# Raymond Kopa
Raymond Kopa (13 tháng 10 năm 1931 – 3 tháng 3 năm 2017), tên khai sinh là Raymond Kopaszewski, là cựu cầu thủ bóng đá Pháp, chơi ở vị trí tiền vệ, tên tuổi gắn liền với đội tuyển Pháp trong thập niên 1950. Ông từng giành Quả Bóng Vàng năm 1958.

## Thời thơ ấu
Kopa, sinh ra tại Nœux-les-Mines, Pas-de-Calais, là con trai trong một gia đình nhập cư gốc Ba Lan. Có cha làm công nhân mỏ than, mới 14 tuổi cậu bé Kopa đã phải xuống mỏ than làm việc. Việc học hành của Kopa hầu như kết thúc từ khi làm công nhân mỏ.
Năm 16 tuổi, một tai nạn xảy ra là bước ngoặt của cuộc đời ông. Kopa bị một tảng than lớn đè vào tay khi đang làm việc, phải tháo khớp ngón tay và không thể tiếp tục làm thợ mỏ. Ông phải kiếm tìm một nghề nghiệp khác để mưu sinh. Do vậy Kopa tìm đến với bóng đá.

## Sự nghiệp câu lạc bộ
Ông bắt đầu sự nghiệp bóng đá chuyên nghiệp năm 17 tuổi với câu lạc bộ SCO Angers, và hai năm sau chuyển đến Stade de Reims. Tại đây ông đã giành được 2 chức vô địch Pháp vào các năm 1953 và 1955. Ông cùng với Reims đã lọt vào trận chung kết Cúp C1 châu Âu đầu tiên năm 1956, thất thủ trước Real Madrid với Alfredo Di Stéfano 3-4. Ông chuyển đến Real Madrid mùa bóng tiếp theo, đá cặp cùng với Ferenc Puskás. Với hai chức vô địch Tây Ban Nha các năm 1957 và 1958, tiếp theo đó là hai chức vô địch Cúp C1 châu Âu với Real Madrid các năm 1958 và 1959, Kopa trở thành cầu thủ Pháp đầu tiên giành được một Cúp châu Âu, trong đó trận chung kết năm 1959 đội bóng của ông lại vượt qua Stade de Reims của Just Fontaine.
Kopa trở về Pháp trong mùa bóng 1959-60 để kết thúc sự nghiệp với Reims. Ông có thêm được 2 chức vô địch Pháp vào các năm 1960 và 1962. Tổng cộng, ông đã ghi được 75 bàn thắng trong 346 trận chơi ở Ligue 1, và là cầu thủ Pháp đầu tiên nhận được Quả bóng vàng châu Âu vào năm 1958.
Khi trở về Pháp, Kopa đã phát động một phong trào đấu tranh của các cầu thủ chống lại các bản hợp đồng hà khắc (các cầu thủ bị hợp đồng cột chặt vào câu lạc bộ, đến 35 tuổi mới có thể ra đi theo ý mình). Việc này đã làm ông bị kỉ luật 6 tháng (ông giải nghệ ngay sau đó) nhưng đã dẫn đến sự ra đời của Hiệp hội cầu thủ nhà nghề để bảo vệ quyền lợi các cầu thủ. Đây là một cuộc cách mạng trong làng bóng đá Pháp.

## Sự nghiệp đội tuyển
Thi đấu cho đội tuyển Pháp, Kopa ghi được 18 bàn thắng trong 45 trận từ năm 1952 đến 1962. Ông giành giải ba cùng đội tuyển Pháp tại World Cup 1958 tại Thuỵ Điển, chỉ chịu dừng bước ở bán kết trước đội tuyển Brasil. Ông cũng được bầu chọn là Cầu thủ xuất sắc nhất World Cup tại World Cup 1958 và Cầu thủ trẻ xuất sắc nhất World Cup tại World Cup 1954. Ông là cầu thủ duy nhất cho đến nay có được cả hai danh hiệu này.

## Đời tư và cuộc sống sau khi giải nghệ
Kopa cưới Christiane, em gái một đồng đội của ông tại Angers. Sau khi giải nghệ ông mở một thương hiệu đồ thể thao mang tên mình, hiện tại có trụ sở ở đảo Corse. Kopa qua đời vào tháng 3 năm 2017 ở tuổi 85.

## Câu nói nổi tiếng
- "Tên tôi là Kopaszewski, và để thoát khỏi những mỏ than, tôi chẳng biết cách nào khác ngoài đá bóng"

## Thống kê sự nghiệp
| #  | Ngày                 | Địa điểm                                                    | Đối thủ     | Bàn thắng | Kết quả | Giải đấu                 |
| -- | -------------------- | ----------------------------------------------------------- | ----------- | --------- | ------- | ------------------------ |
| 1  | 11 tháng 11 năm 1952 | Sân vận động Olympic Yves-du-Manoir, Paris, Pháp            | Bắc Ireland |           | 3–1     | Giao hữu                 |
| 2  | 11 tháng 11 năm 1952 | Sân vận động Olympic Yves-du-Manoir, Paris, Pháp            | Bắc Ireland |           | 3–1     | Giao hữu                 |
| 3  | 14 tháng 5 năm 1953  | Sân vận động Olympic Yves-du-Manoir, Paris, Pháp            | Wales       |           | 6–1     | Giao hữu                 |
| 4  | 14 tháng 5 năm 1953  | Sân vận động Olympic Yves-du-Manoir, Paris, Pháp            | Wales       |           | 6–1     | Giao hữu                 |
| 5  | 20 tháng 9 năm 1953  | Sân vận động Josy Barthel, Thành phố Luxembourg, Luxembourg | Luxembourg  |           | 6–1     | Vòng loại World Cup 1954 |
| 6  | 30 tháng 5 năm 1954  | Sân vận động Heysel, Bruxelles, Bỉ                          | Bỉ          |           | 3–3     | Giao hữu                 |
| 7  | 19 tháng 6 năm 1954  | Sân vận động Charmilles, Genève, Thụy Sĩ                    | México      |           | 3–2     | World Cup 1954           |
| 8  | 11 tháng 11 năm 1954 | Sân vận động Olympic Yves-du-Manoir, Paris, Pháp            | Bỉ          |           | 2–2     | Giao hữu                 |
| 9  | 11 tháng 11 năm 1954 | Sân vận động Olympic Yves-du-Manoir, Paris, Pháp            | Bỉ          |           | 2–2     | Giao hữu                 |
| 10 | 17 tháng 3 năm 1955  | Sân vận động Chamartín, Madrid, Tây Ban Nha                 | Tây Ban Nha |           | 2–1     | Giao hữu                 |
| 11 | 15 tháng 5 năm 1955  | Sân vận động Olympic Yves-du-Manoir, Paris, Pháp            | Anh         |           | 1–0     | Giao hữu                 |
| 12 | 9 tháng 10 năm 1955  | Sân vận động St. Jakob, Basel, Thụy Sĩ                      | Thụy Sĩ     |           | 2–1     | Giao hữu                 |
| 13 | 23 tháng 10 năm 1955 | Sân vận động Dinamo, Moskva, Liên Xô                        | Liên Xô     |           | 2–2     | Giao hữu                 |
| 14 | 8 tháng 6 năm 1958   | Idrottsparken, Norrköping, Thụy Điển                        | Paraguay    |           | 7–3     | World Cup 1958           |
| 15 | 15 tháng 6 năm 1958  | Eyravallen, Örebro, Thụy Điển                               | Scotland    |           | 2–1     | World Cup 1958           |
| 16 | 26 tháng 6 năm 1958  | Ullevi, Göteborg, Thụy Điển                                 | Tây Đức     |           | 6–3     | World Cup 1958           |
| 17 | 1 tháng 10 năm 1958  | Sân vận động Công viên các Hoàng tử, Paris, Pháp            | Hy Lạp      |           | 7–1     | Euro 1960                |
| 18 | 27 tháng 3 năm 1960  | Sân vận động Prater, Viên, Áo                               | Áo          |           | 4–2     | Euro 1960                |

## Các danh hiệu
- Vô địch Ligue 1 các năm 1953, 1955, 1960 và 1962 với Stade Reims
- Vô địch Liga các năm 1957 và 1958 với Real Madrid
- Vô địch Cúp C1 châu Âu các năm 1957, 1958 và 1959 với Real Madrid
- Á quân Cúp C1 châu Âu năm 1956 với Stade Reims
- Vô địch Cúp Latin năm 1953 với Stade Reims và 1957 với Real Madrid
- Á quân Cúp Latin năm 1955 Stade Reims
- Hạng ba World Cup 1958 với đội tuyển Pháp
- Quả bóng vàng châu Âu năm 1958

## Vinh danh và đánh giá
- Ngoài các danh hiệu kể trên, ông được Pelé bình chọn vào danh sách 125 cầu thủ còn sống vĩ đại nhất vào tháng 3 năm 2004.
- Ông trở thành một cầu thủ bóng đá xuất chúng, với một sự nghiệp bóng đá mà bất cứ một nhà viết sử nào của bóng đá Pháp cũng phải nhắc đến bằng những dòng trân trọng nhất.